# ان‌جی‌سی ۷۴۱۸
ان‌جی‌سی ۷۴۱۸ (انگلیسی: NGC 7418) یک کهکشان مارپیچی میانی است که در صورت فلکی درنا قرار دارد. این کهکشان در فاصله ۶۰ میلیون سال نوری از زمین قرار دارد، که با توجه به ابعاد ظاهری آن، به این معنی است که NGC 7418 حدود ۶۰۰۰۰ سال نوری وسعت دارد. این کهکشان در ۳۰ اوت ۱۸۳۴ توسط جان هرشل کشف شد.